# San Marino na letních olympijských hrách
San Marino na letních olympijských hrách startuje od roku 1960. Toto je přehled účastí, medailového zisku a vlajkonošů na dané sportovní události.

## Účast na Letních olympijských hrách
| Dějiště LOH            | LOH      | Vlajkonoš                                                           | Zlatá medaile | Stříbrná medaile | Bronzová medaile | Celkem |
| ---------------------- | -------- | ------------------------------------------------------------------- | ------------- | ---------------- | ---------------- | ------ |
| 1960 Řím               | LOH 1960 | nebyl                                                               |               |                  |                  | 0      |
| 1964 Tokio             | 1964     |                                                                     |               |                  |                  | Ne     |
| 1968 Ciudad de México  | LOH 1968 | nebyl                                                               |               |                  |                  | 0      |
| 1972 Mnichov           | LOH 1972 | Casale Pilade                                                       |               |                  |                  | 0      |
| 1976 Montréal          | LOH 1976 | nebyl                                                               |               |                  |                  | 0      |
| 1980 Moskva            | LOH 1980 | nebyl                                                               |               |                  |                  | 0      |
| 1984 Los Angeles       | LOH 1984 | Maurizio Zonzini                                                    |               |                  |                  | 0      |
| 1988 Soul              | LOH 1988 | nebyl                                                               |               |                  |                  | 0      |
| 1992 Barcelona         | LOH 1992 | Sara Casadei                                                        |               |                  |                  | 0      |
| 1996 Atlanta           | LOH 1996 | Manlio Molinari                                                     |               |                  |                  | 0      |
| 2000 Sydney            | LOH 2000 | Emanuela Felici                                                     |               |                  |                  | 0      |
| 2004 Athény            | LOH 2004 | Diego Mularoni                                                      |               |                  |                  | 0      |
| 2008 Peking            | LOH 2008 | Daniela Del Din                                                     |               |                  |                  | 0      |
| 2012 Londýn            | LOH 2012 | Alessandra Perilliová                                               |               |                  |                  | 0      |
| 2016 Rio de Janeiro    | LOH 2016 | Alessandra Perilliová                                               |               |                  |                  | 0      |
| 2020 Tokio             | LOH 2020 | Arianna Valloniová a Myles Amine (zahájení) Myles Amine (zakončení) |               | 1                | 2                | 3      |
| 2024 Paříž             | LOH 2024 |                                                                     |               |                  |                  | x      |
| Celkem                 | 15       |                                                                     | 0             | 1                | 2                | 3      |
| Zdroj na Olympedia.org |          |                                                                     |               |                  |                  |        |

## Medailisté
| Rok  | Dějiště | Olympionici                             | Disciplína                                |
| ---- | ------- | --------------------------------------- | ----------------------------------------- |
| 2020 | Tokyo   | Alessandra Perilliová                   | sportovní střelba – trap ženy             |
| 2020 | Tokyo   | Gian Marco Berti, Alessandra Perilliová | sportovní střelba – trap smíšená družstva |
| 2020 | Tokyo   | Myles Amine                             | zápas – volný styl do 86 kg               |